# Sobirania
La sobirania (també anomenada sobiranitat o sobiranesa) és la «suma de potestats d'un Estat», és a dir, el conjunt de poders polítics imprescindibles i inalienables que requereix una societat humana per a constituir-se en Estat.
Per a alguns autors, els elements mínims, però necessaris, perquè una societat humana pugui ser inclosa en la categoria d'Estat són quatre: Població, Territori, Sobirania i Reconeixement internacional, i entenen que en cas contrari es tracta d'una regió, o d'un poble, o inclús davant d'una nació en sentit cultural, però no davant d'un Estat.
Montesquieu determinà en la seva Teoria de l'Estat que només quan un poble és capaç d'exercir aquestes Potestats de manera exclusiva i suprema —sense estar supeditats a cap altre— aquest poble s'ha constituït en Estat. Per a Montesquieu les Potestats es redueixen a tres: Legislativa, Executiva i Judicial, per bé que els historiadors assenyalen que la sobirania acaba resultant inviable sense altres dues Potestats més: defensa del territori i recursos econòmics. Aquestes cinc Potestats —poders— són exercits en els estats democràtics per mitjà de les Institucions, que són les úniques dipositàries de l'«Auctoritas» per exercir aquestes «Potestas» amb l'ús legítim de la coacció i de la violència sobre una població en un circumscrit territori. D'aquesta manera les institucions —formades per persones— esdevenen l'encarnació d'una mera abstracció, la Sobirania.
En el món contemporani el quadre d'institucions que encarnen la Sobirania són les següents: Parlament (Potestat legislativa), Govern i Administració (Potestat executiva), Òrgans Judicials (Potestat judicial), Exèrcit (Potestat defensiva) i Hisenda (Potestat econòmica). Ara bé, cada Estat es constitueix en una determinada Forma política, que pot ser classificada en funció del repartiment de les Potestats que exerceixen les Institucions d'un Estat; així, si una sola institució monopolitza tots els poders s'està davant d'un estat dictatorial, mentre que si hi ha divisió de poders s'està davant d'un estat de dret.

## Etimologia
Etimològicament sobirania prové de «sobirà» i el sufix -ia (calcat del castellà), denotant la qualitat d'un sobirà; aquest prové del llatí «super» (per sobre) + «anus» (pertinença, procedència, relació) i vol dir «el que té autoritat per sobre de tots».

## Conceptualització
La interdependència dels estats en l'edat contemporània ha comporta una progressiva cessió de la sobirania cap a organismes supraestatals, com ara el Tribunal Internacional de Justícia, l'ONU o la Unió Europea, raó per la qual la definició de sobirania ha desbordat el marc d'un estat i s'estén a la d'un organisme que no és sotmès a cap altre poder.
Això significa la inexistència teòrica de limitacions jurídiques al seu poder a l'àmbit (territorial o humà) que li pertany. Sí que n'hi podria haver de socials, com per exemple els drets històrics, o altres convencions implícites.
A l'hora de tractar sobre la sobirania, cal tractar sobre dos conceptes bàsics: l'un és l'àmbit d'aplicació, i l'altre el subjecte portador.
- L'àmbit d'aplicació és el conjunt d'entitats que se sotmeten a aquesta sobirania. Això inclou, normalment, a persones i propietats.
- El subjecte portador és aquella institució que fa ús de la sobirania, és a dir, la que fa exercici del seu poder.

A les democràcies el subjecte portador coincideix nominalment amb l'àmbit d'aplicació. A les dictadures el subjecte portador és més reduït que l'àmbit d'aplicació.
Traduït a llenguatge vulgar, a la democràcia un col·lectiu decideix sobre si mateix, mentre que a les dictadures una única persona, o un grup reduït d'elles, decideix sobre tot el col·lectiu. Sempre xerrant "en última instància".
Fora de l'àmbit d'aplicació de les diverses sobiranies, existeix una anarquia, en el sentit pejoratiu de la paraula, on l'ordre no s'estableix per llei, sinó per la força bruta o la intriga. Actualment, això correspon a l'àmbit internacional, tot i que l'acord amb el que han arribat els països membres de l'Organització de les Nacions Unides suposa una harmonització dels diferents poders sobirans i el que alguns autors consideren els ciments d'una sobirania mundial. Actualment les Nacions Unides només requereixen que un estat sobirà tingui un govern efectiu i independent en un territori definit. D'acord amb les actuals normes del dret internacional, els Estats només estan obligats a tenir un sistema efectiu i independent del govern en virtut d'una comunitat en un territori definit.
Però això no sempre ha estat així. Durant segles, la idea que un Estat podia ser sobirà estava sempre relacionada amb la seva capacitat per garantir els interessos dels seus ciutadans. Per tant, si un Estat no podia actuar per a protegir els interessos dels seus ciutadans, no podia ser considerat com un "estat sobirà".
L'àmbit d'aplicació de la sobirania coincideix, també actualment, amb els anomenats Estats-Nació, mentre que el subjecte portador depèn de l'organització específica de cada país, dominant les democràcies.
S'ha de dir que un subjecte sobirà, en tenir la legitimitat del poder últim, també pot cedir competències a altres entitats, de forma explícita o implícita. D'aquesta forma reconeix drets individuals i col·lectius, ja sigui per conviccions ideològiques o pel simple fet de ser incapaç d'exercir realment la seva sobirania.

## Àmbit d'aplicació i subjectes portadors
Existeixen diferents interpretacions sobre qui o què haurien de ser els àmbits d'aplicació i els subjectes portadors. Com a divisió inicial, existeixen dues famílies: les democràtiques i les dictatorials.

### Ideologies democràtiques
Són aquelles on l'àmbit d'aplicació coincideix amb el subjecte portador. Taxonòmicament coincideixen amb les ideologies polítiques, i es divideix segons el que considerin que és el subjecte sobirà.
- Les ideologies individualistes consideren a l'individu portador ideal de la sobirania, la qual pot recuperar en tot moment, i que per tant tota construcció social no és més que l'atribució voluntària de competències.
- Les ideologies identitàries consideren que unes determinades entitats col·lectives són les portadores ideals de la sobirania, i que per tant es poden organitzar internament segons decideixin, mentre que de portes enfora s'han de regir pel sistema anàrquic, amb la possibilitat de realitzar determinades construccions socials cedint voluntàriament competències. Com a exemple d'això estaria la Unió Europea.
- Les ideologies universalistes consideren a tota la humanitat com a portadora ideal de la sobirania i, per tant, com la que hauria de reglamentar l'ordre pel qual ens regim tots. Recordem que aquest ordre pot reconèixer competències a altres entitats.

### Ideologies dictatorials
Són aquelles en què una persona o un grup de persones decideixen sobre un col·lectiu major. Taxonòmicament, es categoritza dins les ideologies parapolítiques, ja sigui perquè es consideri als dictadors com a representats sobre la terra d'una suposada sobirania divina, ja sigui per pur egocentrisme o egoisme.
- Les ideologies espirituals creuen en unes lleis, en una sobirania, establertes per una entitat supra-humana. Aquesta s'hauria de respectar, i per això es fa necessària la seva representació sobre la terra (per exemple, el Papa).
- Les ideologies egocèntriques consideren la seva visió del món com a l'ordre ideal, ignorant així possibles preferències d'altres individus.
- Les ideologies egoistes consideren a la mateixa persona (o grup d'elles) com a l'entitat a beneficiar-se i, per tant, com a portador de la sobirania, mentre que els altres l'haurien de servir.